# Введенье (Ярославская область)
Введенье — село в Ярославском районе Ярославской области России, входит в состав Карабихского сельского поселения. 

## География
Расположено на берегу реки Которосль в 8 км на юг от центра поселения деревни Карабиха и в 17 км к югу от Ярославля. 

## История
Каменная церковь на Введенском погосте сооружена в 1820 году, престолов в ней было два: Святой Живоначальной Троицы и введения в храм Пресвятой Богородицы.
В конце XIX — начале XX село входило в состав Еремеевской волости Ярославского уезда Ярославской губернии.
С 1929 года село входило в состав Кормилицинского сельсовета Ярославского района, с 1954 года — в составе Карабихского сельсовета, с 2005 года — в составе Карабихского сельского поселения.

## Население
| 1859 | 2007 | 2010 |
| ---- | ---- | ---- |
| 11   | ↘8   | ↗10  |

## Достопримечательности
В селе расположена действующая Церковь Троицы Живоначальной (1820).